# 二豊山光良
二豊山 光良（にほうざん みつよし、1922年3月23日 - 没年不明 ）は、現在の大分県津久見市出身で立浪部屋、時津風部屋（当初は双葉山相撲道場）に所属した元大相撲力士。本名は金丸 光良（かねまる みつよし）。175cm、95kg。最高位は東十両8枚目。得意技は右四つ、上手投げ。

## 経歴
1938年1月場所に初土俵。出世は早くなかったが、1952年5月場所の幕下優勝を機に1953年1月場所に十両昇進。12場所連続で在位し、十両下位で4勝11敗と大きく負け越した1955年9月場所に廃業した。

## 主な成績
- 通算成績：184勝186敗8休  勝率.497
- 十両成績：82勝98敗  勝率.456
- 現役在位：31場所
- 十両在位：12場所
- 各段優勝
  - 幕下優勝：1回（1952年5月場所）

### 場所別成績
| 1938年 （昭和13年） | （前相撲）              | x                 | 西序ノ口24枚目 5–2     | x                        |
| 1939年 （昭和14年） | 東序二段25枚目 2–5      | x                 | 西序二段46枚目 5–3     | x                        |
| 1940年 （昭和15年） | 西序二段3枚目 5–3       | x                 | 西三段目35枚目 5–3     | x                        |
| 1941年 （昭和16年） | 西三段目15枚目 2–6      | x                 | 西三段目34枚目 6–2     | x                        |
| 1942年 （昭和17年） | 西幕下41枚目 5–3        | x                 | 東幕下18枚目 3–5       | x                        |
| 1943年 （昭和18年） | 西幕下25枚目 休場 0–0–8 | x                 | x                      | x                        |
| 1944年 （昭和19年） | x                       | x                 | x                      | x                        |
| 1945年 （昭和20年） | x                       | x                 | x                      | x                        |
| 1946年 （昭和21年） | x                       | x                 | x                      | x                        |
| 1947年 （昭和22年） | x                       | x                 | x                      | x                        |
| 1948年 （昭和23年） | x                       | x                 | x                      | x                        |
| 1949年 （昭和24年） | x                       | x                 | x                      | x                        |
| 1950年 （昭和25年） | x                       | x                 | 西幕下 6–9             | 東幕下20枚目 9–6         |
| 1951年 （昭和26年） | 西幕下10枚目 7–8        | x                 | 西幕下12枚目 6–9       | 西幕下16枚目 5–10        |
| 1952年 （昭和27年） | 東幕下23枚目 9–6        | x                 | 東幕下17枚目 優勝 13–2 | 東幕下筆頭 9–6           |
| 1953年 （昭和28年） | 東十両15枚目 6–9        | 西十両19枚目 10–5 | 西十両14枚目 9–6       | 東十両8枚目 6–9          |
| 1954年 （昭和29年） | 西十両12枚目 4–11       | 西十両19枚目 9–6  | 西十両13枚目 6–9       | 西十両19枚目 9–6         |
| 1955年 （昭和30年） | 東十両11枚目 8–7        | 東十両10枚目 6–9  | 東十両14枚目 5–10      | 東十両19枚目 引退 4–11–0 |
| 各欄の数字は、「勝ち-負け-休場」を示す。 優勝 引退 休場 十両 幕下 三賞：敢=敢闘賞、殊=殊勲賞、技=技能賞 その他：★=金星 番付階級：幕内 - 十両 - 幕下 - 三段目 - 序二段 - 序ノ口 幕内序列：横綱 - 大関 - 関脇 - 小結 - 前頭（「#数字」は各位内の序列） |                         |                   |                        |                          |

## 改名歴
- 金丸 光良（かねまる みつよし）1938年1月場所
- 二豊山 光良（にほうざん みつよし）1938年5月場所 - 1955年9月場所